# Harperocallis
Harperocallis, rod jednosupnica iz porodice tofildijevki. Postoji 11 priznatih vrsta koje rastu po tropskim predjelima Južne Amerike i jedna u američkoj državi Florida (H. flava)

## Vrste
1. Harperocallis duidae (Steyerm.) L.M.Campb. & Dorr
2. Harperocallis falcata (Ruiz & Pav.) L.M.Campb. & Dorr
3. Harperocallis flava McDaniel
4. Harperocallis longiflora (Rusby) L.M.Campb. & Dorr
5. Harperocallis neblinae (Steyerm. ex L.M.Campb.) L.M.Campb. & Dorr
6. Harperocallis paniculata (L.M.Campb.) L.M.Campb. & Dorr
7. Harperocallis penduliflora (L.M.Campb.) L.M.Campb. & Dorr
8. Harperocallis robustior (Steyerm.) L.M.Campb. & Dorr
9. Harperocallis schomburgkiana (Oliv.) L.M.Campb. & Dorr
10. Harperocallis sessiliflora (Hook.) L.M.Campb. & Dorr
11. Harperocallis sipapoensis (L.M.Campb.) L.M.Campb. & Dorr

- Harperocallis flava